# ماریوش سترزاوکا
ماریوش سترزاوکا (انگلیسی: Mariusz Strzałka؛ زادهٔ ۲۷ مارس ۱۹۵۹) ورزشکار شمشیربازی اهل لهستان است.
وی در مسابقات کشوری و بین‌المللی در مجموع برندهٔ ۱ مدال نقره شده‌است.